# René Rydlewicz
René Rydlewicz (ur. 18 lipca 1973 w Forst) – niemiecki piłkarz występujący na pozycji pomocnika.

## Kariera klubowa
Rydlewicz karierę rozpoczynał jako junior w enerdowskim klubie Chemie Döbern. Potem był graczem Energie Cottbus oraz Dynama Berlin. W 1989 roku został włączony do jego pierwszej drużyny, występującej w pierwszej lidze enerdowskiej. W sezonie 1989/1990 rozegrał 7 spotkań i zdobył jedną bramkę. W 1990 rok, po zjednoczeniu Niemiec, został zawodnikiem Bayeru 04 Leverkusen. Przez pierwsze dwa sezony nie rozegrał tam żadnego spotkania. Debiut w Bayerze zaliczył 14 sierpnia 1992 w zremisowanym 1:1 meczu Bundesligi z 1. FC Saarbrücken (1:1). W sezonie 1992/1993 zdobył z klubem Puchar Niemiec. 4 grudnia 1993 w zremisowanym 1:1 spotkaniu z Bayernem Monachium strzelił pierwszego gola w Bundeslidze.
W 1994 roku odszedł do innego pierwszoligowego zespołu - TSV 1860 Monachium. Zadebiutował tam 26 listopada 1994 w przegranym 1:2 ligowym pojedynku z 1. FC Köln. W TSV grał przez dwa sezony, w ciągu których zagrał tam w 46 ligowych meczach i zdobył 2 bramki. W 1996 roku powrócił do Bayeru Leverkusen. W sezonie 1996/1997, wywalczył z klubem wicemistrzostwo Niemiec.
W grudniu 1997 został graczem Arminii Bielefeld, również grającej w Bundeslidze. W sezonie 1997/1998 spadł z nią do 2. Bundesligi, ale w następnym w sezonie awansował z klubem do ekstraklasy. W Arminii spędził jeszcze rok.
W 2000 roku trafił do Hansy Rostock. Od czasu debiutu był tam podstawowym graczem. W sezonie 2004/2005 spadł z klubem do 2. Bundesligi. Tam spędził z Hansą dwa sezony, a potem powrócił z nią do Bundesligi. Po spadku do drugiej ligi w sezonie 2007/2008 Rydlewicz odszedł do Anker Wismar, gdzie w 2008 roku zakończył karierę.

## Kariera reprezentacyjna
W latach 1992–1996 Rydlewicz rozegrał 16 spotkań i zdobył 3 bramki w reprezentacji Niemiec U-21.